# Puente Rama VIII

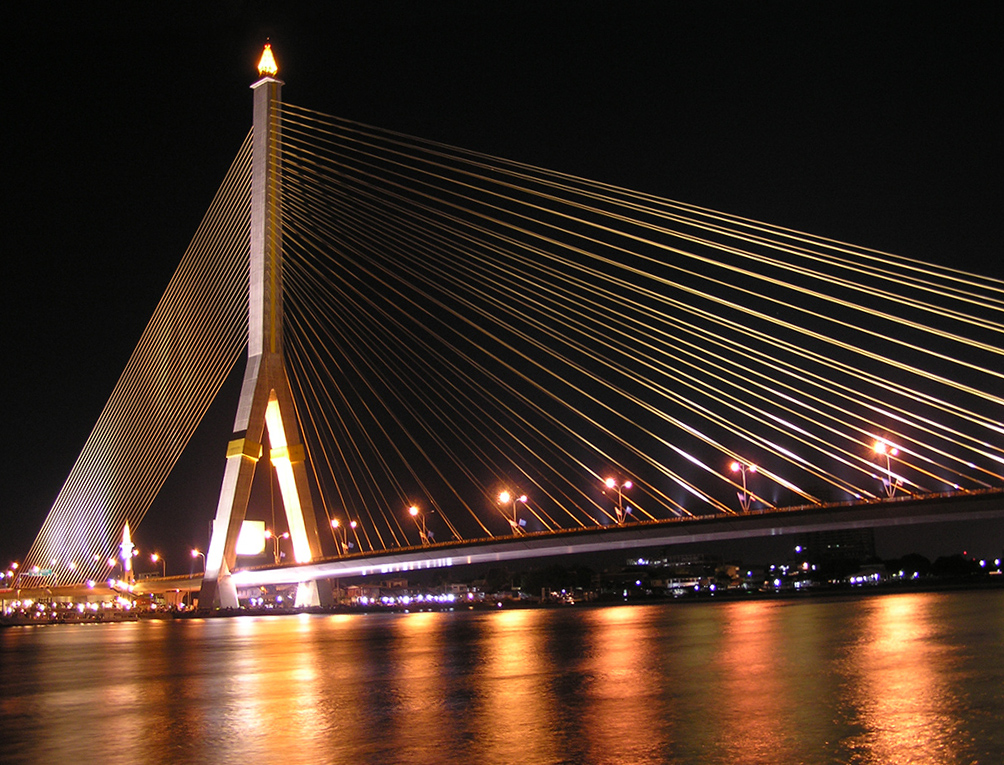
Vista nocturna del puente Rama VIII.

El puente Rama VIII es un puente atirantado que cruza el río Chao Phraya, en Bangkok, Tailandia. Fue concebido para aliviar la congestión del tráfico en el cercano puente Phra Pinklao. La construcción del puente se desarrolló de 1999 a 2002. El puente fue abierto el 7 de mayo de 2002 e inaugurado el 20 de septiembre, que es el aniversario del nacimiento del difunto rey Ananda Mahidol (Rama VIII), del cual toma el nombre. 
El puente tiene un diseño asimétrico, con una sola torre en una forma de Y invertida situada en la orilla occidental del río. Sus cuarenta y ocho cables están dispuestos en pares en el lado del vano principal y en una sola fila en el otro. El puente tiene un vano principal de 300 metros y fue uno de los mayores del mundo en el momento de su finalización.

## Referencias

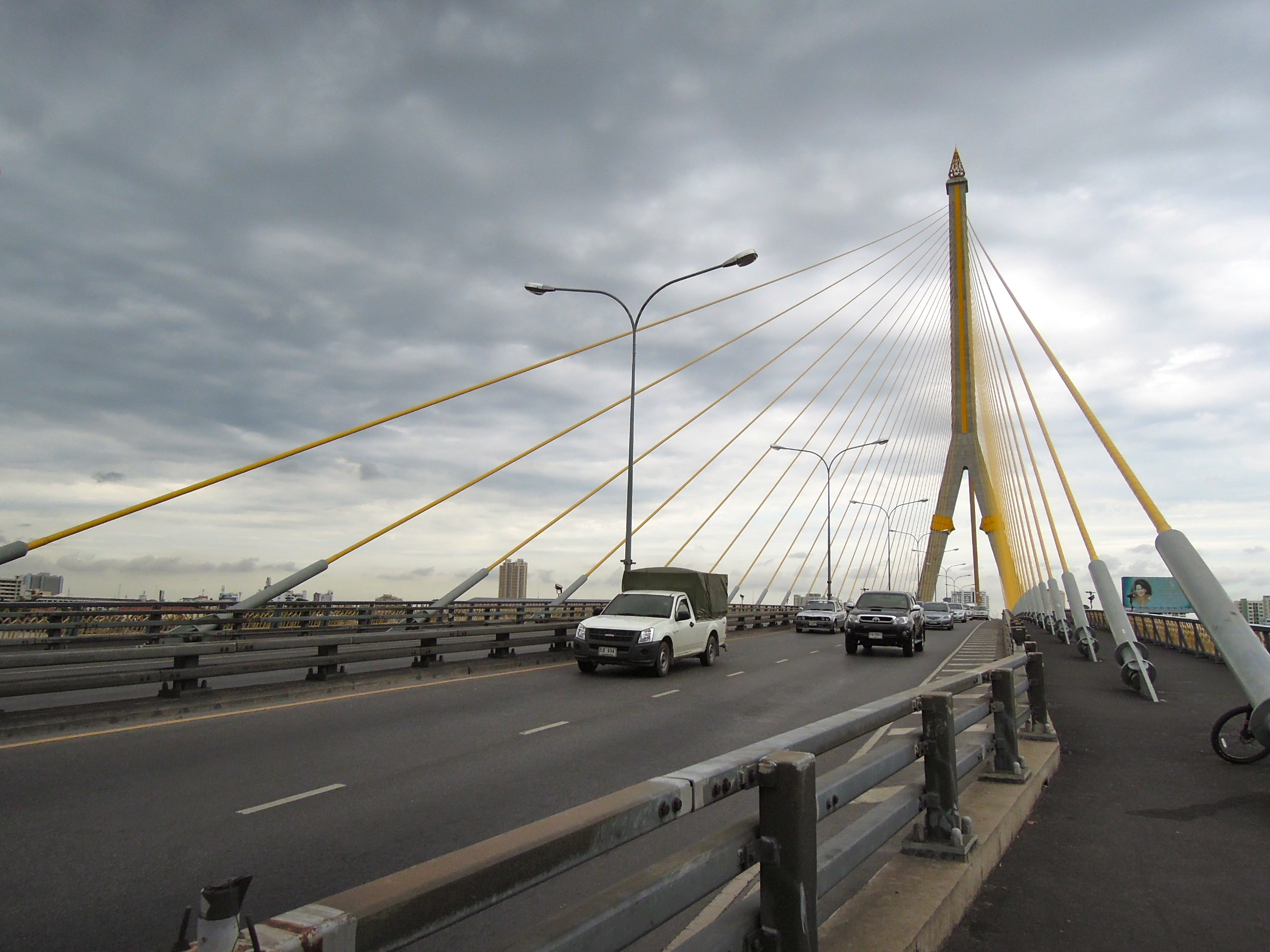
Vista del puente a la altura del tránsito.